# 戸部博
戸部 博（とべ ひろし、1948年 - ） は、日本の植物学者。京都大学名誉教授。京都府立植物園園長。元日本植物学会会長。

## 人物・経歴
青森県青森市生まれ。1970年東北大学理学部生物学科卒業。1973年東北大学大学院理学研究科博士課程中退。1977年東北大学理学博士。千葉大学助手、ミズーリ植物園での研究を経て、1986年京都大学教養部助教授。1993年京都大学総合人間学部教授。1999年京都大学大学院理学研究科教授。2012年京都大学名誉教授。2013年日本植物学会会長。2018年京都府立植物園園長。

## 著書
- 『植物自然史』朝倉書店 1994年
- 『新しい植物分類学 1』（田村実と共編著）講談社 2012年
- 『新しい植物分類学 2』（田村実と共編著）講談社 2012年